# Era Hibòria

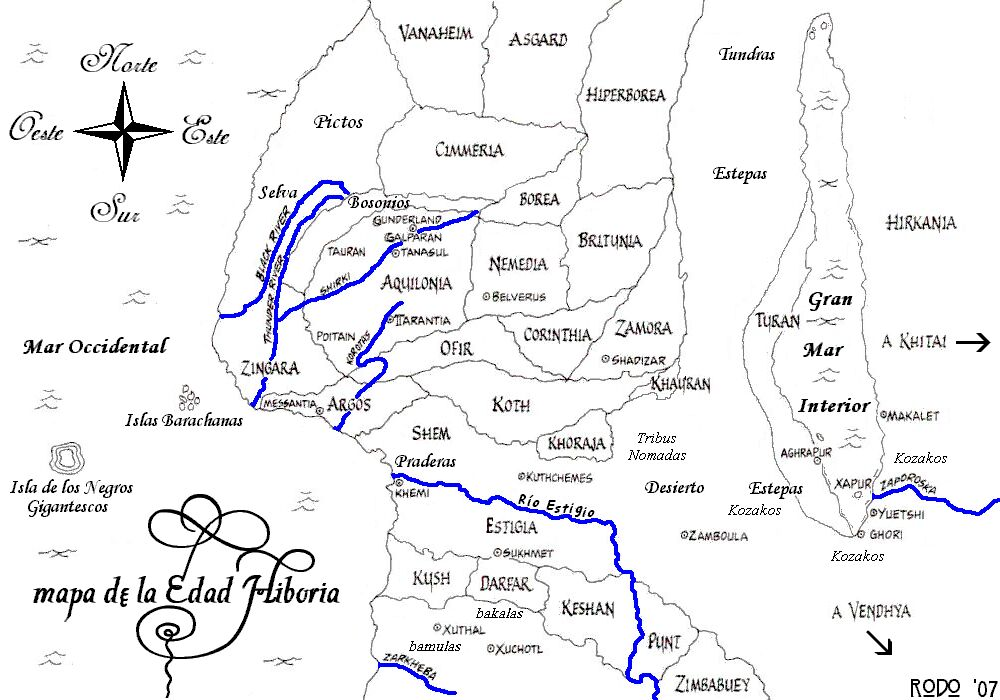
Mapa de la part nord-occidental del continent thuri (en castellà), basat principalment en el treball de Robert E. Howard.

L'Era Hibòria és un període fictici de la història de la Terra dins de la mitologia artificial creada per Robert E. Howard, servint d'ambientació del conte d'espasa i bruixeria de Conan el Bàrbar.
La paraula "Hibòria" deriva de la llegendària terra del nord dels grecs antics, Hiperbòria, i es presenta com a tal en el primer esborrany de l'assaig de Howard "The Hyborian Age." Howard descriu l'Era Hibòria com tenint lloc un temps després de l'enfonsament d'Atlàntida i abans del començament de l'edat antiga. Editors i adaptadors posteriors, com ara L. Sprague de Camp i Roy Thomas van situar l'Era Hibòria al voltant del 10.000 aC. Més recentment, Dale Rippke va proposar que l'edat d'Hibòria se situés molt més en el passat, al voltant 32.500 aC; abans del començament de l'últim màxim glacial. La data de Rippke, no obstant, des de llavors ha estat disputada per Jeffrey Shanks, que defensa una ubicació més tradicional al final de l'últim màxim glacial.
Howard sentia un intens amor per la història i les adaptacions històriques; tanmateix, alhora va reconèixer les dificultats i el temps que consumia la investigació per a mantenir precisió històrica. Concebent un escenari atemporal, una era desapareguda , i escollint acuradament noms que s'assemblen a la nostra història, Howard va evitar el problema d'anacronismes històrics i la necessitat d'una exposició extensa.

## Història de ficció

### Avantpassats cataclísmics
Howard va explicar els orígens i la història de la civilització hibòria a "The Hyborian Age". L'assaig comença amb el final de l'Era Thuriana (l'ambientació per a les històries del Rei Kull de Howard) i la destrucció de les seves civilitzacions, Lemúria i Atlàntida, per un cataclisme geològic.
Després d'aquest cataclisme, els humans supervivents es van reduir a un estat primitiu i un nivell tecnològic a penes per sobre del de l'Home de Neandertal. Diverses d'aquestes tribus van emigrar cap a les zones del nord del que quedava del continent thurià per tal d'escapar la destrucció. Van descobrir que la regió era segura, però que estava coberta de neu i que a més ja estava habitada per una raça de furiosos micos amb pell blanca. Es va desencadenar una despietada guerra territorial fins que els humans van foragitar els simis més al nord, passat el cercle àrtic. Creient que els simis estaven destinats a morir, els humans es van dedicar a avesar-se a la seva nova llar.

## Món

### Nacions i indrets destacats

#### Acheron
L'Imperi Acheron (o Akeron) és un regne de ficció que es troba dins del món de l'era hibòria de Robert E. Howard. Va ser esmentat per primera vegada a la novel·la The Hour of the Dragon de Conan el Bàrbar, com un antic règim governat per bruixots i que es va ensulsiar abans del temps de Conan el Bàrbar. El nom ve d'Aqueront, un riu de l'inframón en la mitologia grega. L'imperi no es va mencionar al seu assaig anterior "The Hyborian Age.

##### Història de ficció
Acheron va ser un país que va existir tres mil anys abans de néixer Conan. Ocupava aproximadament la mateixa zona que les nacions pseudoeuropees de l'era hibòria. Acheron era una civilització més avançada que els seus veïns de l'est i de l'oest; era parell a l'imperi contemporani d'Stygia ("Estígia") al sud i és descrit com mai havent pogut conquerir els cimmeris del nord. Els bruixots d'Acheron practicaven màgia fosca com la nigromància. L'imperi va ser destruït per un aixecament de bàrbars hibòrics, que havien patit sota el govern d'Akeron.

#### Cimmèria
Terra de bàrbars de l'Era Hibòria i la terra natal de Conan el Bàrbar. Howard va descriure Cimmèria originàriament en un poema homònim i després va expandir la història en un llibre. Tot i que és creació de Howard, el nom original i la descripció de Cimmèria prové de l'Odissea d'Homer, Llibre 11, línies 12-18.